# Batalha de Pancaleia
A batalha de Pancaleia (em grego: Παγκάλεια; romaniz.: Pankáleia) foi um conflito travado em 978 ou 979, entre o exército legalista ao imperador bizantino Basílio II Bulgaróctono (r. 976–1025), comandado por Bardas Focas, o Jovem, e as forças do general rebelde Bardas Esclero, que levou a derrota e exílio do último. As fontes sobre a sucessão e localização dos eventos é incerta, de modo que estudiosos mais antigos seguiram João Escilitzes e situaram a batalha em março de 979, enquanto hoje, seguindo o registro de Leão, o Diácono, situam-a em junho de 978 e reconhecem como uma derrota para Focas.